# 内田莉紗
内田 莉紗（うちだ りさ、1989年2月12日 - ）は、日本の女優、声優。東京都出身。
GMBプロダクション所属。
早稲田実業学校高等部、早稲田大学文学部英文学科卒業。

## 略歴
1999年、ミュージカル『アニー』に、主演・アニー役で出演。
2000年から2004年まで雑誌『ピチレモン』（学研）専属モデル、2003年から2004年までファッションブランド「ワンダーミニック」イメージモデルを務め、ファッションモデルとして活動。
2001年、『おはスタ』（テレビ東京）におはガールグレープとしてレギュラー出演。ジュニアアイドルとしても活動し、同年、イメージDVD『Petit 内田莉紗』（日本メディアサプライ）、2002年、ファーストソロ写真集『エチュード』（桜桃書房）リリース。
2002年からゲーム『キングダム ハーツ』シリーズにて、メインキャラクターであるカイリ、シオン役の声優を務めている。
大学3年生の秋に劇団四季入団オーディションに合格し、団員として活動。
劇団四季退団後、サンリオピューロランドのライブエンターテイナー（Puro D★E）としてショー・パレード等に出演。2015年にPuro D★Eを卒業後は、舞台を中心に活動している。
2020年から声優としてフラクタルスタジオに所属していたが、2021年内に退所した。

## 作品

### シングル
- 君の前でピアノを弾こう/Oha!Oha!the world（2001年） - おはガールグレープとして
- ☆ほしものがたり☆（2013年） - リトルツインスターズ・谷さくら・内田からなるユニット・Twinkle Starsとして。サンリオピューロランド限定販売。

### 映像作品
- Petit 内田莉紗（2001年）
- おはガールグレープDVD（2001年）

## 出演
太字はメインキャラクター。

### 舞台
- ミュージカル『アニー』（1999年、青山劇場他） - 主演・アニー役
- 劇団四季『ライオンキング』（2000年 - 2002年、四季劇場春） - ヤングナラ役
- 劇団四季『ミュージカル南十字星』（2004年、四季劇場秋） - アミナ役
- ストレイドッグ『心は孤独なアトム』（2008年3月20日 - 23日、シアターアプル） - ヒロイン・少女役
- 劇団四季『夢から醒めた夢』（2011年、四季劇場秋） - かわいそ子ども役
- サンリオピューロランド『マイメロディーの星と花の伝説』（2013年5月18日 - 2015年5月24日、フェアリーランドシアター） - ヒロイン・フローラ役
- ウィングエンターテイメント『Live Airline』（2015年3月4日 - 8日、俳優座劇場、3月12日、コラニー文化ホール、6月17日、千歳市民文化センター、6月20日、のとふれあい文化センター） - 恵美役
- ミュージカル座『ひめゆり』（2015年7月16日 - 21日、シアター1010） - ちよ役
- ミュージカル座『スター誕生』（2015年9月2日 - 6日、シアター1010） - ヒロイン・小川百合子役
- ミュージカル座『トラブルショー』（2016年1月15日 - 18日、IMAホール） - 南マコ役
- ミュージカル座『I HAVE A DREAM』（2016年2月10日 - 14日、IMAホール） - ベス役
- ミュージカル座『おでかけ姫』（2016年5月25日 - 29日、六行会ホール） - 小栗理沙・グリザリオ役
- 劇団☆新感線『Vamp Bamboo Burn』（2016年8月5日 - 7日、サントミューゼ・上田市交流文化芸術センター、8月17日 - 9月18日、赤坂ACTシアター、10月7日 - 9日、オーバードホール、10月19日 - 31日、フェスティバルホール） - ダンサー
- ミュージカル座『月に歌えば〜Singin’ in the Moonlight』（2016年12月20日 - 25日、ウッディシアター中目黒） - ヒロイン・彼女役
- ミュージカル座『ひめゆり』（2017年、シアター1010） - みさ役
- 劇団☆新感線『髑髏城の七人』（2017年11月23日 - 2018年2月21日、IHIステージアラウンド東京） - おりさ役

### バラエティ
- 『おはスタ』（2001年 - 2002年、テレビ東京） - 金曜レギュラー（おはガール会員No.19）

### テレビドラマ
- 大河ドラマ「武蔵 MUSASHI」（2003年、NHK） - 小茶役
- 噂の女 第10話（2018年、テレビ東京） - 薮真実役

### その他のテレビ番組
- GO!GO!ボランティア（2006年、NHK教育） - MCレギュラー

### 映画
- 金田一少年の事件簿 上海魚人伝説（1997年） - ヤン・レイリー（少女時代） 役
- コキーユ（1999年） - 直子 役

### CM
- TOYOTA、イプサム（1998年）
- 集英社、りぼん（1998年 - 2000年）
- HONDA（2001年）
- 小学館、ちゃお（2000年 - 2002年）
- ベネッセ、進研ゼミ（2003年）
- エースコック、スープはるさめ（2007年）

### ゲーム
- キングダム ハーツ シリーズ
  - キングダム ハーツ（カイリ）
  - キングダム ハーツ Re:チェイン オブ メモリーズ（カイリ）
  - キングダム ハーツII（カイリ）
  - キングダム ハーツ 358/2 Days（シオン、カイリ）
  - キングダム ハーツ バース バイ スリープ（カイリ）
  - キングダム ハーツ 3D ［ドリーム ドロップ ディスタンス］（シオン）
  - キングダム ハーツ HD 1.5 リミックス（カイリ、シオン）
  - キングダム ハーツ HD 2.5 リミックス（カイリ）
  - キングダム ハーツ HD 2.8 ファイナル チャプター プロローグ（カイリ）
  - キングダム ハーツIII（カイリ、シオン）
  - キングダム ハーツ メロディ オブ メモリー（カイリ）

### 吹き替え
- マドレーヌとすてきな家族（マドレーヌ）
- サーフガールズ（2001年、シドニー）

### テレビアニメ
- ルパン三世 グッバイ・パートナー（2019年、エミルカ[3]）
- それいけ!アンパンマン（2022年、シュガーぼうや〈3代目〉）

### 劇場アニメ
- ねらわれた学園（2012年、石川あかり）

## 書籍

### 雑誌連載
- ピチレモン（2000年 - 2004年、学研） - 専属モデル

### 写真集
- おはガールグレープ写真集（2001年、小学館）
- 内田莉紗写真集 エチュード（2002年、桜桃書房）